# Lịch sử hành chính Hải Dương
Hải Dương là một tỉnh cũ thuộc vùng đồng bằng sông Hồng. Phía bắc giáp tỉnh Bắc Giang, phía nam giáp tỉnh Thái Bình, phía đông giáp tỉnh Quảng Ninh và thành phố Hải Phòng, phía tây giáp tỉnh Bắc Ninh và tỉnh Hưng Yên. Tính đến ngày 12 tháng 6 năm 2025, tỉnh Hải Dương có 12 đơn vị hành chính cấp huyện, gồm 09 huyện, 01 thị xã và 02 thành phố; 207 đơn vị hành chính cấp xã, gồm 151 xã, 46 phường và 10 thị trấn.

## Giai đoạn 1945 - 1954
Sau Cách mạng tháng Tám thành công, bỏ cấp phủ, gọi chung là huyện. Tổ chức hành chính trên địa bàn gồm thị xã Hải Dương (tỉnh lị), thị xã Ninh Giang và 12 huyện: Bình Giang, Cẩm Giàng, Chí Linh, Đông Triều, Gia Lộc, Kim Thành, Kinh Môn, Nam Sách, Ninh Giang, Thanh Hà, Thanh Miện, Tứ Kỳ.
Năm 1947, 4 huyện: Chí Linh, Đông Triều, Nam Sách, Kinh Môn được sáp nhập vào tỉnh Quảng Yên (nay là tỉnh Quảng Ninh).

## Giai đoạn 1954 - 1975
Năm 1955, 3 huyện: Chí Linh, Nam Sách, Kinh Môn của tỉnh Quảng Yên (nay là tỉnh Quảng Ninh) lại được sáp nhập vào tỉnh Hải Dương.
Năm 1957, 3 xã: Vũ Xá, Cẩm Lý, Đan Hội của huyện Chí Linh được sáp nhập vào huyện Lục Nam của tỉnh Bắc Giang.
Năm 1959, huyện Đông Triều của tỉnh Quảng Yên (nay là tỉnh Quảng Ninh) lại được sáp nhập vào tỉnh Hải Dương. Cùng năm, sáp nhập thị xã Ninh Giang vào huyện Ninh Giang.
Năm 1961, huyện Đông Triều lại được sáp nhập vào khu Hồng Quảng (nay là tỉnh Quảng Ninh).
Năm 1968, 2 tỉnh Hải Dương và Hưng Yên hợp nhất thành một tỉnh lấy tên là tỉnh Hải Hưng.
Năm 1969, sáp nhập xã Ngọc Châu của huyện Nam Sách vào thị xã Hải Dương.
Năm 1974, điều chỉnh địa giới một số xã và thị trấn thuộc các huyện Ninh Giang, Chí Linh, Tứ Kỳ, Cẩm Giàng, Nam Sách và thị xã Hải Dương.

## Giai đoạn 1975 - 2025

### TỉnhHải Hưng

#### ThờiViệt Nam Dân chủ Cộng hòa(1975 - 1976)
- Tính đến ngày 2 tháng 7 năm 1976, tổ chức trên địa bàn gồm 12 đơn vị hành chính cấp huyện, bao gồm thị xã Hải Dương và 11 huyện: Bình Giang, Cẩm Giàng, Chí Linh, Gia Lộc, Kim Thành, Kinh Môn, Nam Sách, Ninh Giang, Thanh Hà, Thanh Miện, Tứ Kỳ của tỉnh Hải Hưng.

#### Năm 1977: Quyết định số 58-CP
- Quyết định số 58-CP[6] ngày 11 tháng 3 năm 1977 của Hội đồng Chính phủ về việc hợp nhất một số huyện thuộc tỉnh Hải Hưng:
- Huyện Cẩm Giàng, huyện Bình Giang, huyện Cẩm Bình

1. Hợp nhất huyện Cẩm Giàng và huyện Bình Giang thành một huyện lấy tên là huyện Cẩm Bình.

#### Năm 1978: Quyết định số 52-BT
- Quyết định số 52-BT[7] ngày 27 tháng 3 năm 1978 của Phủ Thủ tướng về việc thành lập thị trấn Sao Đỏ trực thuộc huyện Chí Linh, tỉnh Hải Hưng:
- Huyện Chí Linh

1. Thành lập thị trấn Sao Đỏ thuộc huyện Chí Linh, tỉnh Hải Hưng.

#### Năm 1979: Quyết định số 70-CP
- Quyết định số 70-CP[8] ngày 24 tháng 2 năm 1979 của Hội đồng Chính phủ về việc hợp nhất và điều chỉnh địa giới một số huyện thuộc tỉnh Hải Hưng:
- Huyện Kim Thành, huyện Kinh Môn, huyện Kim Môn

1. Hợp nhất huyện Kim Thành và huyện Kinh Môn thành một huyện lấy tên là huyện Kim Môn.

- Huyện Nam Sách, huyện Thanh Hà, huyện Nam Thanh

1. Hợp nhất huyện Nam Sách và huyện Thanh Hà thành một huyện lấy tên là huyện Nam Thanh.

- Huyện Tứ Kỳ, huyện Gia Lộc, huyện Tứ Lộc

1. Hợp nhất huyện Tứ Kỳ và huyện Gia Lộc thành một huyện lấy tên là huyện Tứ Lộc.

- Huyện Ninh Giang, huyện Thanh Miện, huyện Ninh Thanh

1. Hợp nhất huyện Ninh Giang và huyện Thanh Miện thành một huyện lấy tên là huyện Ninh Thanh.

#### Năm 1981: Quyết định số 3-CP
- Quyết định số 3-CP[9] ngày 3 tháng 1 năm 1981 của Hội đồng Chính phủ về việc thống nhất tên gọi các đơn vị hành chính ở nội thành nội thị:

1. Từ nay ở nội thành, đơn vị hành chính cấp dưới trực tiếp của thành phố trực thuộc trung ương đều thống nhất gọi là quận; các đơn vị hành chính cơ sở ở nội thành, nội thị của các thành phố thuộc tỉnh, thị xã và quận gọi là phường.

#### Năm 1981: Quyết định số 19-CP
- Quyết định số 19-CP[10] ngày 16 tháng 1 năm 1981 của Hội đồng Chính phủ về việc mở rộng thị trấn Phả Lại và điều chỉnh địa giới các xã Cổ Thành, Nhân Huệ thuộc huyện Chí Linh, tỉnh Hải Hưng:
- Huyện Chí Linh

1. Đưa các thôn Phao Sơn, Thạch Thủy, Bình Giang của xã Cổ Thành, thuộc huyện Chí Linh sáp nhập vào thị trấn Phả Lại cùng huyện.
2. Đưa các thôn Cổ Châu, Lý Dương, Đồng Tâm, Hòa Bình và các xóm An Thành, Ninh Giàng, Tu Linh của xã Nhân Huệ sáp nhập vào xã Cổ Thành.

#### Năm 1989: Quyết định số 108-HĐBT
- Quyết định số 108-HĐBT[11] ngày 26 tháng 8 năm 1989 của Hội đồng Bộ trưởng về việc thành lập thị trấn Nam Sách của huyện Nam Sách thuộc tỉnh Hải Hưng:
- Huyện Nam Thanh

1. Thành lập thị trấn Nam Sách trên cơ sở giải thể xã Thanh Lâm của huyện Nam Sách thuộc tỉnh Hải Hưng.

#### Năm 1994: Nghị định số 56-CP
- Nghị định số 56-CP[12] ngày 28 năm 6 tháng 1994 của Chính phủ về việc thành lập thị trấn thuộc huyện Tứ Lộc và huyện Mỹ Văn, tỉnh Hải Hưng:
- Huyện Tứ Lộc

1. Thành lập thị trấn Gia Lộc thuộc huyện Tứ Lộc (thị trấn huyện lỵ) trên cơ sở xã Nghĩa Hưng và thôn Phương Điếm của xã Phương Hưng; diện tích tự nhiên 192.3 ha, nhân khẩu 4.620.

#### Năm 1995: Nghị định số 57-CP
- Nghị định số 57-CP[13] ngày 7 tháng 10 năm 1995 của Chính phủ về việc thành lập thị trấn thuộc huyện Kim Môn và huyện Phù Tiên thuộc tỉnh Hải Hưng:
- Huyện Kim Môn

1. Thành lập thị trấn Phú Thái, thị trấn huyện lỵ thuộc huyện Kim Môn trên cơ sở diện tích tự nhiên 214,17 hécta với 2.700 nhân khẩu của xã Phúc Thành A; diện tích tự nhiên 53,39 hécta với 1.650 nhân khẩu của xã Kim Anh cùng huyện

#### Năm 1996: Nghị định số 5-CP
- Nghị định số 5-CP[14] ngày 27 tháng 1 năm 1996 của Chính phủ về việc chia các huyện Tứ Lộc, Ninh Thanh, Kim Thi thuộc tỉnh Hải Hưng:
- Huyện Tứ Lộc, huyện Tứ Kỳ, huyện Gia Lộc

1. Chia huyện Tứ Lộc thành hai huyện Tứ Kỳ và Gia Lộc.
  1. Huyện Tứ Kỳ có diện tích tự nhiên 16.822,85 hécta và 164.335 nhân khẩu, gồm 26 xã.
  2. Huyện Gia Lộc có diện tích tự nhiên 12.346,71 hécta và 149.013 nhân khẩu, gồm 24 xã và 1 thị trấn.

- Huyện Ninh Thanh, huyện Ninh Giang, huyện Thanh Miện

1. Chia huyện Ninh Thanh thành hai huyện Ninh Giang và Thanh Miện.
  1. Huyện Ninh Giang có diện tích tự nhiên 13.550,5 hécta à 147,915 nhân khẩu, gồm 27 xã và 1 thị trấn.
  2. Huyện Thanh Miện có diện tích tự nhiên 12.238,5 hécta và 132.646 nhân khẩu, gồm 19 xã.

#### Năm 1996: Nghị định số 17-CP
- Nghị định số 17-CP[15] ngày 23 tháng 3 năm 1996 của Chính phủ về việc thành lập thị trấn huyện lỵ thuộc các huyện Ân Thi, Thanh Miện, tỉnh Hải Hưng:
- Huyện Thanh Miện

1. Thành lập thị trấn Thanh Miện, thị trấn huyện lỵ của huyện Thanh Miện trên cơ sở toàn bộ diện tích và dân số của xã Lê Bình cùng huyện.

#### Năm 1996: Nghị định số 64-CP
- Nghị định số 64-CP[16] ngày 28 tháng 10 năm 1996 của Chính phủ về việc thành lập các phường mới thuộc thị xã Hải Dương, tỉnh Hải Hưng:
- Thị xã Hải Dương

1. Thành lập phường Ngọc Châu trên cơ sở toàn bộ diện tích và dân số của xã Ngọc Châu.
2. Thành lập phường Thanh Bình trên cở toàn bộ diện tích và dân số của xã Thanh Bình.
3. Thành lập phường Hải Tân trên cơ sở toàn bộ diện tích và dân số của xã Hải Tân.
4. Thành lập phường Cẩm Thượng trên cơ sở toàn bộ diện tích và dân số của xã Cẩm Thượng.
5. Thành lập phường Bình Hàn trên cơ sở toàn bộ diện tích vàdân số của xã Bình Hàn.
6. Thành lập phường Lê Thanh Nghị trên cơ sở 140 ha diện tích tự nhiên và 8.100 nhân khẩu của phường Trần Phú.

#### Năm 1996: Nghị định số 65-CP
- Nghị định số 65-CP[17] ngày 28 tháng 10 năm 1996 của Chính phủ về việc thành lập thị trấn An Lưu thuộc huyện Kim Môn, tỉnh Hải Hưng:
- Huyện Kim Môn

1. Nay thành lập thị trấn An Lưu thuộc huyện Kim Môn, tỉnh Hải Hưng trên cơ sở toàn bộ diện tích và dân số của xã An Lưu.

### TỉnhHải Dương

#### Năm 1996: Quốc hội khóa IX, Kỳ họp thứ 10
- Nghị quyết ngày 6 tháng 11 năm 1996 của Quốc hội khóa IX, Kỳ họp thứ 10[18] về việc chia và điều chỉnh địa giới hành chính một số tỉnh:
- Tỉnh Hải Hưng, tỉnh Hải Dương

1. Chia tỉnh Hải Hưng thành hai tỉnh là tỉnh Hải Dương và tỉnh Hưng Yên.
2. Tỉnh Hải Dương có chín đơn vị hành chính gồm: Thị xã Hải Dương và tám huyện: Chí Linh, Nam Thanh, Kim Môn, Cẩm Bình, Gia Lộc, Tứ Kỳ, Ninh Giang, Thanh Miện; có diện tích 1661,22 km2, với số dân 1.685.486 người. Tỉnh lỵ: Thị xã Hải Dương.

#### Năm 1997: Nghị định số 11-CP
- Nghị định số 11-CP[19] ngày 17 tháng 2 năm 1997 của Chính phủ về việc chia các huyện Nam Thanh, Kim Môn và Cẩm Bình; thành lập thị trấn Thanh Hà (thuộc huyện Thanh Hà), tỉnh Hải Dương:

- Huyện Nam Thanh, huyện Nam Sách, huyện Thanh Hà

1. Chia huyện Nam Thanh thành hai huyện Nam Sách và huyện Thanh Hà.
  1. Huyện Nam Sách có 13.271,38 ha diện tích tự nhiên và 138.230 nhân khẩu, gồm 23 đơn vị hành chính trực thuộc là các xã: Nam Hưng, Nam Tân, Thanh Quang, Quốc Tuấn, Hợp Tiến, Hiệp Cát, Nam Chính, Nam Trung, An Sơn, Thái Tân, Minh Tân, Hồng Phong, Nam Đồng, Thượng Đạt, An Lâm, Nam Hồng, Ái Quốc, Đồng Lạc, An Châu, Phú Điền, An Bình, Cộng Hòa và thị trấn Nam Sách.
  2. Huyện Thanh Hà có 15.514,37 ha diện tích tự nhiên và 163.594 nhân khẩu gồm 25 đơn vị hành chính trực thuộc là các xã: Hồng Lạc, Việt Hồng, Thanh An, Thanh Lang, Liên Mạc, Cẩm Chế, Tân Việt, Quyết Thắng, Tiền Tiến, Tân An, Thanh Hải, An Lương, Phượng Hoàng, Thanh Khê, Thanh Xá, Thanh Xuân, Thanh Thủy, Thanh Sơn, Hợp Đức, Trường Thành, Thanh Bính, Thanh Cường, Thanh Hồng, Vĩnh Lập và thị trấn Thanh Hà.

- Huyện Kim Môn, huyện Kim Thành, huyện Kinh Môn

1. Chia huyện Kim Môn thành hai huyện Kim Thành và Kinh Môn.
  1. Huyện Kim Thành có 11.434,4 ha diện tích tự nhiên và 121.532 nhân khẩu, gồm 21 đơn vị hành chính trực thuộc là các xã: Lai Vu, Cộng Hòa, Thượng Vũ, Cổ Dũng, Việt Hưng, Tuấn Hưng, Kim Xuyên, Phúc Thành A, Kim Lương, Kim Khê, Kim Anh, Ngũ Phúc, Kim Đính, Kim Tân, Bình Dân, Cẩm La, Liên Hòa, Đồng Gia, Đại Đức, Tam Kỳ và thị trấn Phú Thái.
  2. Huyện Kinh Môn có 16.349,04 ha diện tích tự nhiên và 164.455 nhân khẩu gồm 25 đơn vị hành chính trực thuộc là các xã: Minh Hòa, Hiến Thành, Thái Thịnh, Long Xuyên, Hiệp An, An Phụ, Thượng Quận, Hiệp Hòa, Thăng Long, Lạc Long, Quang Trung, Phúc Thành B, Lê Ninh, Bạch Đằng, Thất Hùng, Thái Sơn, An Sinh, Phạm Mệnh, Hiệp Sơn, Hoành Sơn, Duy Tân, Phú Thứ, Minh Tân, Tân Dân và thị trấn An Lưu.

- Huyện Cẩm Bình, huyện Cẩm Giàng, huyện Bình Giang

1. Chia huyện Cẩm Bình thành hai huyện Cẩm Giàng và Bình Giang:
  1. Huyện Cẩm Giàng có 10.895,81 ha diện tích tự nhiên và 118.296 nhân khẩu, gồm 19 đơn vị hành chính trực thuộc là các xã: Cẩm Hưng, Ngọc Liên, Kim Giang, Thạch Lỗi, Cẩm Sơn, Cẩm Định, Cẩm Hoàng, Cẩm Vũ, Cẩm Vân, Đức Chính, Cao An, Lai Cách, Cẩm Đoài, Cẩm Đông, Tân Trường, Cẩm Phúc, Cẩm Điền, Lương Điền và thị trấn Cẩm Giàng.
  2. Huyện Bình Giang có 10.575,74 ha diện tích tự nhiên và 106.655 nhân khẩu, gồm 18 đơn vị hành chính trực thuộc là các xã: Hưng Thịnh, Tráng Liệt, Vĩnh Tuy, Vĩnh Hồng, Hùng Thắng, Long Xuyên, Tân Việt, Hồng Khê, Cổ Bi, Nhân Quyền, Bình Xuyên, Thái Học, Bình Minh, Tân Hồng, Thái Hòa, Thái Dương, Thúc Kháng và thị trấn Kẻ Sặt.

- Huyện Thanh Hà

1. Thành lập thị trấn Thanh Hà (thị trấn huyện lỵ) thuộc huyện Thanh Hà trên cơ sở toàn bộ diện tích và dân số của xã Thanh Bình.

#### Năm 1997: Nghị định số 76-CP
- Nghị định số 76-CP[20] ngày 16 tháng 6 năm 1997 về việc thành lập thị trấn Tứ Kỳ thuộc huyện Tứ Kỳ, tỉnh Hải Dương:
- Huyện Tứ Kỳ

1. Nay thành lập thị trấn Tứ Kỳ, thị trấn huyện lỵ của huyện Tứ Kỳ) trên cơ sở toàn bộ diện tích và dân số của thôn An Nhân, thuộc xã Đông Kỳ và thôn La Tỉnh, thuộc xã Tây Kỳ.

#### Năm 1997: Nghị định số 88-CP
- Nghị định số 88-CP[21] ngày 6 tháng 8 năm 1997 của Chính phủ về việc thành lập thành phố Hải Dương thuộc tỉnh Hải Dương:
- Thành phố Hải Dương

1. Thành lập thành phố Hải Dương thuộc tỉnh Hải Dương trên cơ sở toàn bộ diện tích và dân số của thị xã Hải Dương.
2. Thành phố Hải Dương có 3.626,8 ha diện tích tự nhiên và 143.895 nhân khẩu, gồm 13 đơn vị hành chính cơ sở là các phường: Trần Hưng Đạo, Quang Trung, Phạm Ngũ Lão, Nguyễn Trãi, Trần Phú, Lê Thanh Nghị, Thanh Bình, Hải Tân, Ngọc Châu, Bình Hàn, Cẩm Thượng và các xã: Tứ Minh và Việt Hòa.

#### Năm 1998: Nghị định số 74/1998/NĐ-CP
- Nghị định số 74/1998/NĐ-CP[22] ngày 24 tháng 9 năm 1998 của Chính phủ về việc thành lập thị trấn Lai Cách thuộc huyện Cẩm Giàng, tỉnh Hải Dương:
- Huyện Cẩm Giàng

1. Nay thành lập thị trấn Lai Cách, thị trấn huyện lỵ huyện Cẩm Giàng, tỉnh Hải Dương trên cơ sở toàn bộ diện tích và dân số của xã Lai Cách.

#### Năm 2002: Nghị định số 9/2002/NĐ-CP
- Nghị định số 9/2002/NĐ-CP[23] ngày 14 tháng 1 năm 2002 của Chính phủ về việc giải thể thị trấn nông trường Chí Linh để thành lập thị trấn Bến Tắm thuộc huyện Chí Linh và đổi tên xã Ninh Thọ thành xã Hồng Phong, huyện Ninh Giang, tỉnh Hải Dương:
- Huyện Chí Linh

1. Giải thể thị trấn nông trường Chí Linh, huyện Chí Linh. Dân cư của thị trấn nông trường Chí Linh sinh sống trên địa bàn xã nào nay giao về xã đó quản lý.
2. Thành lập thị trấn Bến Tắm thuộc huyện Chí Linh trên cơ sở 412,88 ha diện tích tự nhiên và 5.703 nhân khẩu của xã Bắc An.

- Huyện Ninh Giang

1. Đổi tên xã Ninh Thọ, huyện Ninh Giang thành xã Hồng Phong.

#### Năm 2004: Nghị định số 131/2004/NĐ-CP
- Nghị định số 131/2004/NĐ-CP[24] ngày 3 tháng 6 năm 2004 của Chính phủ về việc thành lập các thị trấn Minh Tân, Phú Thứ và đổi tên thị trấn An Lưu thành Kinh Môn, huyện Kinh Môn, tỉnh Hải Dương:
- Huyện Kinh Môn

1. Thành lập thị trấn Minh Tân trên cơ sở toàn bộ diện tích tự nhiên và dân số xã Minh Tân.
2. Thành lập thị trấn Phú Thứ trên cơ sở toàn bộ diện tích tự nhiên và dân số xã Phú Thứ.
3. Đổi tên thị trấn An Lưu thành thị trấn Kinh Môn.

#### Năm 2006: Nghị định số 132/2006/NĐ-CP
- Nghị định số 132/2006/NĐ-CP[25] ngày 10 tháng 11 năm 2006 của Chính phủ về việc điều chỉnh địa giới hành chính xã để mở rộng thị trấn Nam Sách, huyện Nam Sách, tỉnh Hải Dương:
- Huyện Nam Sách

1. Điều chỉnh 13,46 ha diện tích tự nhiên và 125 nhân khẩu của xã Nam Trung; 64,76 ha diện tích tự nhiên và 1.071 nhân khẩu của xã An Lâm; 117,09 ha diện tích tự nhiên và 749 nhân khẩu của xã Đồng Lạc; 46,82 ha diện tích tự nhiên và 415 nhân khẩu của xã Nam Hồng về thị trấn Nam Sách quản lý.
2. Huyện Nam Sách có 13.280 ha diện tích tự nhiên và 141.723 nhân khẩu, có 23 đơn vị hành chính trực thuộc bao gồm các xã: Nam Hưng, Nam Tân, Thanh Quang, Quốc Tuấn, Hợp Tiến, Hiệp Cát, Nam Chính, Nam Trung, An Sơn, Thái Tân, Minh Tân, Hồng Phong, Nam Hồng, Thượng Đạt, An Lâm, Nam Đồng, Ái Quốc, Đồng Lạc, An Châu, Phú Điền, An Bình, Cộng Hoà và thị trấn Nam Sách.

#### Năm 2008: Nghị định số 30/2008/NĐ-CP
- Nghị định số 30/2008/NĐ-CP[26] ngày 19 tháng 3 năm 2008 của Chính phủ về việc điều chỉnh địa giới hành chính các huyện: Nam Sách, Gia Lộc, Tứ Kỳ, Cẩm Giàng để mở rộng thành phố Hải Dương; thành lập phường Tứ Minh, phường Việt Hòa và mở rộng địa giới hành chính phường Hải Tân thuộc thành phố Hải Dương, tỉnh Hải Dương:
- Huyện Nam Sách, huyện Gia Lộc, huyện Tứ Kỳ, huyện Cẩm Giàng, thành phố Hải Dương

1. Điều chỉnh 3.514,78 ha diện tích tự nhiên và 41.369 nhân khẩu của các huyện: Nam Sách, Gia Lộc, Tứ Kỳ, Cẩm Giàng về thành phố Hải Dương quản lý (bao gồm: toàn bộ 2.378,15 ha diện tích tự nhiên và 25.138 nhân khẩu của các xã: Nam Đồng, Ái Quốc, An Châu, Thượng Đạt thuộc huyện Nam Sách; toàn bộ 1.033,73 ha diện tích tự nhiên và 15.231 nhân khẩu của các xã: Thạch Khôi, Tân Hưng thuộc huyện Gia Lộc; 63,92 ha diện tích tự nhiên và 1.000 nhân khẩu của xã Ngọc Sơn thuộc huyện Tứ Kỳ; 38,98 ha diện tích tự nhiên thị trấn Lai Cách thuộc huyện Cẩm Giàng).
2. Thành phố Hải Dương có 7.138,60 ha diện tích tự nhiên và 187.405 nhân khẩu.

- Thành phố Hải Dương

1. Thành lập phường Tứ Minh thuộc thành phố Hải Dương trên cơ sở toàn bộ xã Tứ Minh và 38,98 ha diện tích tự nhiên (phần diện tích tự nhiên của thị trấn Lai Cách, huyện Cẩm Giàng điều chỉnh về thành phố Hải Dương).
2. Thành lập phường Việt Hòa thuộc thành phố Hải Dương trên cơ sở toàn bộ xã Việt Hòa.
3. Mở rộng phường Hải Tân thuộc thành phố Hải Dương trên cơ sở điều chỉnh 63,92 ha diện tích tự nhiên và 1.000 nhân khẩu (phần diện tích tự nhiên và nhân khẩu của xã Ngọc Sơn, huyện Tứ Kỳ điều chỉnh về thành phố Hải Dương).
4. Sau khi điều chỉnh địa giới hành chính để mở rộng thành phố Hải Dương và thành lập các phường thuộc thành phố, diện tích tự nhiên, dân số và đơn vị hành chính trực thuộc thành phố và các huyện như sau:
  1. Thành phố Hải Dương có 7.138,60 ha diện tích tự nhiên và 187.405 nhân khẩu, 19 đơn vị hành chính trực thuộc, bao gồm các phường: Thanh Bình, Ngọc Châu, Hải Tân, Quang Trung, Bình Hàn, Cẩm Thượng, Phạm Ngũ Lão, Lê Thanh Nghị, Nguyễn Trãi, Trần Phú, Trần Hưng Đạo, Tứ Minh, Việt Hòa và các xã: Nam Đồng, Ái Quốc, An Châu, Thượng Đạt, Thạnh Khôi, Tân Hưng.
  2. Huyện Nam Sách còn lại 10.901,89 ha diện tích tự nhiên và 118.040 nhân khẩu, có 19 đơn vị hành chính trực thuộc, bao gồm các xã: Nam Hưng, Nam Tân, Hợp Tiến, Thanh Quang, Quốc Tuấn, Hiệp Cát, Nam Chính, Nam Trung, An Sơn, Thái Tân, Minh Tân, Hồng Phong, Nam Hồng, Cộng Hòa, Phú Điền, An Lâm, An Bình, Đồng Lạc và thị trấn Nam Sách.
  3. Huyện Gia Lộc còn lại 11.181,37 ha diện tích tự nhiên và 137.586 nhân khẩu, có 23 đơn vị hành chính trực thuộc, bao gồm các xã: Liên Hồng, Thống Nhất, Trùng Khánh, Yết Kiêu, Gia Hòa, Lê Lợi, Phương Hưng, Toàn Thắng, Đoàn Thượng, Phạm Trấn, Đồng Quang, Quang Minh, Nhật Tân, Đức Xương, Hồng Hưng, Thống Kênh, Hoàng Diệu, Gia Lương, Gia Khánh, Gia Tân, Tân Tiến, Gia Xuyên và thị trấn Gia Lộc.
  4. Huyện Tứ Kỳ còn lại 17.002,75 ha diện tích tự nhiên và 168.790 nhân khẩu, có 27 đơn vị hành chính trực thuộc, bao gồm các xã: Ngọc Sơn, Kỳ Sơn, Đại Đồng, Hưng Đạo, Ngọc Kỳ, Tái Sơn, Bình Lãng, Quang Phục, Tân Kỳ, Dân Chủ, Quảng Nghiệp, Đại Hợp, Quang Khải, Minh Đức, Đông Kỳ, Tây Kỳ, Tứ Xuyên, Văn Tố, Phượng Kỳ, Cộng Lạc, An Thanh, Quang Trung, Tiên Động, Nguyên Giáp, Hà Thanh, Hà Kỳ và thị trấn Tứ Kỳ.
  5. Huyện Cẩm Giàng còn lại 10.895,34 ha diện tích tự nhiên và 121.935 nhân khẩu, có 19 đơn vị hành chính trực thuộc, bao gồm các xã: Cẩm Hưng, Cẩm Hoàng, Cẩm Văn, Ngọc Liên, Thạch Lỗi, Cẩm Vũ, Đức Chính, Cẩm Sơn, Cẩm Định, Kim Giang, Lương Điền, Cao An, Tân Trường, Cẩm Phúc, Cẩm Điền, Cẩm Đông, Cẩm Đoài và thị trấn Lai Cách, thị trấn Cẩm Giàng.

#### Năm 2009: Nghị quyết số 47/NQ-CP
- Nghị quyết số 47/NQ-CP[27] ngày 23 tháng 9 năm 2009 của Chính phủ về việc điều chỉnh địa giới hành chính phường, thành lập các phường thuộc thành phố Hải Dương, tỉnh Hải Dương:
- Thành phố Hải Dương

1. Điều chỉnh 15,65 ha diện tích tự nhiên và 884 nhân khẩu của phường Thanh Bình về phường Lê Thanh Nghị để quản lý.
2. Thành lập phường Tân Bình trên cơ sở điều chỉnh 261,19 ha diện tích tự nhiên và 12.393 nhân khẩu của phường Thanh Bình.
3. Thành lập phường Nhị Châu trên cơ sở điều chỉnh 318,25 ha diện tích tự nhiên và 6.824 nhân khẩu của phường Ngọc Châu.
4. Thành phố Hải Dương có 7.138,60 ha diện tích tự nhiên và 187.405 nhân khẩu; có 21 đơn vị hành chính trực thuộc, gồm 15 phường: Cẩm Thượng, Bình Hàn, Ngọc Châu, Nhị Châu, Quang Trung, Nguyễn Trãi, Phạm Ngũ Lão, Trần Hưng Đạo, Trần Phú, Thanh Bình, Tân Bình, Lê Thanh Nghị, Hải Tân, Tứ Minh, Việt Hòa và 6 xã: Ái Quốc, An Châu, Thượng Đạt, Nam Đồng, Thạch Khôi, Tân Hưng.

#### Năm 2010: Nghị quyết số 9/NQ-CP
- Nghị quyết số 9/NQ-CP[28] ngày 12 tháng 2 năm 2010 của Chính phủ về việc thành lập thị xã Chí Linh, thành lập phường thuộc thị xã Chí Linh, tỉnh Hải Dương:
- Thị xã Chí Linh

1. Thành lập thị xã Chí Linh thuộc tỉnh Hải Dương trên cơ sở toàn bộ huyện Chí Linh.
2. Thị xã Chí Linh có 28.202,78 ha diện tích tự nhiên và 164.837 nhân khẩu; có 20 đơn vị hành chính trực thuộc.
3. Thành lập các phường thuộc thị xã Chí Linh
  1. Thành lập phường Phả Lại thuộc thị xã Chí Linh trên cơ sở toàn bộ thị trấn Phả Lại.
  2. Thành lập phường Văn An thuộc thị xã Chí Linh trên cơ sở toàn bộ xã Văn An.
  3. Thành lập phường Chí Minh thuộc thị xã Chí Linh trên cơ sở toàn bộ xã Chí Minh.
  4. Thành lập phường Sao Đỏ thuộc thị xã Chí Linh trên cơ sở toàn bộ thị trấn Sao Đỏ.
  5. Thành lập phường Thái Học thuộc thị xã Chí Linh trên cơ sở toàn bộ xã Thái Học.
  6. Thành lập phường Cộng Hòa thuộc thị xã Chí Linh trên cơ sở toàn bộ xã Cộng Hòa.
  7. Thành lập phường Hoàng Tân thuộc thị xã Chí Linh trên cơ sở toàn bộ xã Hoàng Tân.
  8. Thành lập phường Bến Tắm trên cơ sở toàn bộ thị trấn Bến Tắm, 1.613,36 ha diện tích tự nhiên và 2.710 nhân khẩu của xã Bắc An, huyện Chí Linh.
4. Sau khi thành lập thị xã Chí Linh và các phường thuộc thị xã Chí Linh
  1. Thị xã Chí Linh có 28.202,78 ha diện tích tự nhiên và 164.837 nhân khẩu; có 20 đơn vị hành chính trực thuộc, gồm các phường: Sao Đỏ, Phả Lại, Bến Tắm, Văn An, Cộng Hòa, Hoàng Tân, Thái Học, Chí Minh và các xã: Hoàng Hoa Thám, Lê Lợi, Hoàng Tiến, Kênh Giang, Văn Đức, An Lạc, Tân Dân, Đồng Lạc, Bắc An, Cổ Thành, Nhân Huệ, Hưng Đạo.
  2. Tỉnh Hải Dương có 165.185,3 ha diện tích tự nhiên và 1.728.494 nhân khẩu; có 12 đơn vị hành chính trực thuộc, gồm: thành phố Hải Dương, thị xã Chí Linh và các huyện: Kinh Môn, Kim Thành, Thanh Hà, Nam Sách, Tứ Kỳ, Gia Lộc, Cẩm Giàng, Bình Giang, Thanh Miện, Ninh Giang.

#### Năm 2013: Nghị quyết số 138/NQ-CP
- Nghị quyết số 138/NQ-CP[29] ngày 29 tháng 12 năm 2013 của Chính phủ về việc thành lập phường Ái Quốc và phường Thạch Khôi thuộc thành phố Hải Dương, tỉnh Hải Dương:
- Thành phố Hải Dương

1. Thành lập phường Ái Quốc trên cơ sở toàn bộ xã Ái Quốc.
2. Thành lập phường Thạch Khôi trên cơ sở toàn bộ xã Thạch Khôi.
3. Sau khi thành lập phường Ái Quốc và phường Thạch Khôi thành phố Hải Dương có 7.138 ha diện tích tự nhiên và 253.893 nhân khẩu, 21 đơn vị hành chính cấp xã, gồm 17 phường (Quang Trung, Trần Phú, Trần Hưng Đạo, Nguyễn Trãi, Phạm Ngũ Lão, Lê Thanh Nghị, Ngọc Châu, Nhị Châu, Thanh Bình, Tân Bình, Bình Hàn, Cẩm Thượng, Hải Tân, Tứ Minh, Việt Hòa, Ái Quốc, Thạch Khôi) và 4 xã (Nam Đồng, An Châu, Thượng Đạt, Tân Hưng).

#### Năm 2019: Nghị quyết số 623/NQ-UBTVQH14
- Nghị quyết số 623/NQ-UBTVQH14[30] ngày 10 tháng 1 năm 2019 của Ủy ban Thường vụ Quốc hội về việc nhập 02 đơn vị hành chính cấp xã, thành lập 06 phường thuộc thị xã Chí Linh và thành lập thành phố Chí Linh thuộc tỉnh Hải Dương:
- Thị xã Chí Linh

1. Nhập toàn bộ xã Kênh Giang vào xã Văn Đức.
2. Thành lập phường An Lạc trên cơ sở toàn bộ xã An Lạc.
3. Thành lập phường Cổ Thành trên cơ sở toàn bộ xã Cổ Thành.
4. Thành lập phường Đồng Lạc trên cơ sở toàn bộ xã Đồng Lạc.
5. Thành lập phường Hoàng Tiến trên cơ sở toàn bộ xã Hoàng Tiến.
6. Thành lập phường Tân Dân trên cơ sở toàn bộ xã Tân Dân.
7. Thành lập phường Văn Đức trên cơ sở toàn bộ xã Văn Đức.

- Thành phố Chí Linh

1. Thành lập thành phố Chí Linh thuộc tỉnh Hải Dương trên cơ sở toàn bộ thị xã Chí Linh.
2. Sau khi nhập 02 đơn vị hành chính cấp xã, thành lập 06 phường và thành lập thành phố Chí Linh:
  1. Thành phố Chí Linh có 19 đơn vị hành chính cấp xã, gồm 14 phường: An Lạc, Bến Tắm, Chí Minh, Cộng Hòa, Cổ Thành, Đồng Lạc, Hoàng Tân, Hoàng Tiến, Phả Lại, Sao Đỏ, Tân Dân, Thái Học, Văn An, Văn Đức và 05 xã: Bắc An, Hoàng Hoa Thám, Hưng Đạo, Lê Lợi, Nhân Huệ.
  2. Tỉnh Hải Dương có 12 đơn vị hành chính cấp huyện, gồm 10 huyện và 02 thành phố; 264 đơn vị hành chính cấp xã, gồm 220 xã, 31 phường và 13 thị trấn.

#### Năm 2019: Nghị quyết số 768/NQ-UBTVQH14
- Nghị quyết số 768/NQ-UBTVQH14[31] ngày 11 tháng 9 năm 2019 của Ủy ban Thường vụ Quốc hội về việc thành lập thị xã Kinh Môn và các phường, xã thuộc thị xã Kinh Môn, tỉnh Hải Dương:
- Thị xã Kinh Môn

1. Thành lập thị xã Kinh Môn trên cơ sở toàn bộ huyện Kinh Môn.
2. Thành lập 14 phường, 01 xã thuộc thị xã Kinh Môn:
  1. Thành lập phường An Lưu trên cơ sở toàn bộ thị trấn Kinh Môn.
  2. Thành lập phường An Phụ trên cơ sở toàn bộ xã An Phụ.
  3. Thành lập phường An Sinh trên cơ sở toàn bộ xã An Sinh.
  4. Thành lập phường Duy Tân trên cơ sở toàn bộ xã Duy Tân.
  5. Thành lập phường Hiến Thành trên cơ sở toàn bộ xã Hiến Thành.
  6. Thành lập phường Hiệp An trên cơ sở toàn bộ xã Hiệp An.
  7. Thành lập phường Hiệp Sơn trên cơ sở toàn bộ xã Hiệp Sơn.
  8. Thành lập phường Long Xuyên trên cơ sở toàn bộ xã Long Xuyên.
  9. Thành lập phường Minh Tân trên cơ sở toàn bộ thị trấn Minh Tân.
  10. Thành lập phường Phạm Thái trên cơ sở nhập toàn bộ xã Phạm Mệnh và xã Thái Sơn.
  11. Thành lập phường Phú Thứ trên cơ sở toàn bộ thị trấn Phú Thứ.
  12. Thành lập phường Tân Dân trên cơ sở toàn bộ xã Tân Dân.
  13. Thành lập phường Thái Thịnh trên cơ sở toàn bộ xã Thái Thịnh.
  14. Thành lập phường Thất Hùng trên cơ sở toàn bộ xã Thất Hùng.
  15. Thành lập xã Quang Thành trên cơ sở nhập toàn bộ xã Quang Trung và xã Phúc Thành.
3. Sau khi thành lập thị xã Kinh Môn và các phường, xã thuộc thị xã Kinh Môn:
  1. Thị xã Kinh Môn có 23 đơn vị hành chính cấp xã, gồm 14 phường: An Lưu, An Phụ, An Sinh, Duy Tân, Hiến Thành, Hiệp An, Hiệp Sơn, Long Xuyên, Minh Tân, Phạm Thái, Phú Thứ, Tân Dân, Thái Thịnh, Thất Hùng và 09 xã: Bạch Đằng, Hiệp Hòa, Hoành Sơn, Lạc Long, Lê Ninh, Minh Hòa, Quang Thành, Thăng Long, Thượng Quận.
  2. Tỉnh Hải Dương có 12 đơn vị hành chính cấp huyện, gồm 09 huyện, 01 thị xã và 02 thành phố; 262 đơn vị hành chính cấp xã, gồm 207 xã, 45 phường và 10 thị trấn.

#### Năm 2019: Nghị quyết số 788/NQ-UBTVQH14
- Nghị quyết số 788/NQ-UBTVQH14[32] ngày 16 tháng 10 năm 2019 của Ủy ban Thường vụ Quốc hội về việc sắp xếp các đơn vị hành cấp huyện, cấp xã thuộc tỉnh Hải Dương:
- Thành phố Hải Dương, huyện Gia Lộc, huyện Thanh Hà, huyện Tứ Kỳ

1. Nhập toàn bộ xã Tiền Tiến và Quyết Thắng, huyện Thanh Hà vào thành phố Hải Dương.
2. Nhập toàn bộ xã Ngọc Sơn, huyện Tứ Kỳ vào thành phố Hải Dương.
3. Nhập toàn bộ xã Liên Hồng và xã Gia Xuyên, huyện Gia Lộc vào thành phố Hải Dương.
4. Điều chỉnh địa giới đơn vị hành chính các phường: Bình Hàn, Cẩm Thượng, Hải Tân, Lê Thanh Nghị, Ngọc Châu, Nguyễn Trãi, Nhị Châu, Phạm Ngũ Lão, Quang Trung, Tân Bình, Thạch Khôi, Thanh Bình, Trần Hưng Đạo, Trần Phú, Tứ Minh, Việt Hòa và xã Tân Hưng thuộc thành phố Hải Dương.
5. Thành lập phường Tân Hưng trên cơ sở toàn bộ xã Tân Hưng.
6. Thành lập phường Nam Đồng trên cơ sở toàn bộ xã Nam Đồng.

- Huyện Bình Giang

1. Nhập toàn bộ xã Tráng Liệt vào thị trấn Kẻ Sặt.
2. Thành lập xã Vĩnh Hưng trên cơ sở nhập toàn bộ xã Hưng Thịnh và xã Vĩnh Tuy.
3. Sau khi sắp xếp, huyện Bình Giang có 16 đơn vị hành chính cấp xã, gồm 15 xã và 01 thị trấn.

- Huyện Cẩm Giàng

1. Thành lập thị trấn Cẩm Giang trên cơ sở nhập toàn bộ thị trấn Cẩm Giàng và xã Kim Giang.
2. Thành lập xã Định Sơn trên cơ sở nhập toàn bộ xã Cẩm Định và xã Cẩm Sơn.
3. Sau khi sắp xếp, huyện Cẩm Giàng có 17 đơn vị hành chính cấp xã, gồm 15 xã và 02 thị trấn.

- Huyện Gia Lộc

1. Nhập toàn bộ xã Phương Hưng vào thị trấn Gia Lộc.
2. Nhập toàn bộ xã Trùng Khánh và xã Gia Hòa vào xã Yết Kiêu.
3. Sau khi điều chỉnh địa giới đơn vị hành chính và sắp xếp các đơn vị hành chính cấp xã, huyện Gia Lộc có 99,70 km² diện tích tự nhiên và quy mô dân số 115.617 người; có 18 đơn vị hành chính cấp xã trực thuộc, gồm 17 xã và 01 thị trấn.

- Huyện Kim Thành

1. Thành lập xã Tuấn Việt trên cơ sở nhập toàn bộ xã Việt Hưng và xã Tuấn Hưng.
2. Thành lập xã Kim Liên trên cơ sở nhập toàn bộ xã Kim Khê và xã Kim Lương.
3. Thành lập xã Đồng Cẩm trên cơ sở nhập toàn bộ xã Cẩm La và xã Đồng Gia.
4. Sau khi sắp xếp, huyện Kim Thành có 18 đơn vị hành chính cấp xã, gồm 17 xã và 01 thị trấn.

- Huyện Ninh Giang

1. Nhập toàn bộ xã Hồng Thái vào xã Hồng Dụ.
2. Nhập toàn bộ xã Ninh Thành vào xã Tân Hương.
3. Nhập toàn bộ xã Hưng Thái vào xã Hưng Long.
4. Nhập toàn bộ xã Văn Giang vào xã Văn Hội.
5. Nhập toàn bộ xã Ninh Hòa và xã Quyết Thắng vào xã Ứng Hòe.
6. Nhập toàn bộ xã Hoàng Hanh và xã Quang Hưng vào xã Tân Quang.
7. Sau khi sắp xếp, huyện Ninh Giang có 20 đơn vị hành chính cấp xã, gồm 19 xã và 01 thị trấn.

- Huyện Thanh Hà

1. Thành lập xã An Phượng trên cơ sở nhập toàn bộ xã An Lương và xã Phượng Hoàng.
2. Thành lập xã Thanh Quang trên cơ sở nhập toàn bộ xã Hợp Đức, xã Trường Thành và xã Thanh Bính.
3. Sau khi điều chỉnh địa giới đơn vị hành chính và sắp xếp các đơn vị hành chính cấp xã, huyện Thanh Hà có 140,70 km² diện tích tự nhiên và quy mô dân số 136.858 người; có 20 đơn vị hành chính cấp xã, gồm 19 xã và 01 thị trấn.

- Huyện Thanh Miện

1. Nhập toàn bộ xã Hùng Sơn vào thị trấn Thanh Miện.
2. Thành lập xã Hồng Phong trên cơ sở nhập toàn bộ xã Diên Hồng và xã Tiền Phong.
3. Sau khi sắp xếp, huyện Thanh Miện có 17 đơn vị hành chính cấp xã, gồm 16 xã và 01 thị trấn.

- Huyện Tứ Kỳ

1. Thành lập xã Đại Sơn trên cơ sở nhập toàn bộ xã Kỳ Sơn và xã Đại Đồng.
2. Thành lập xã Chí Minh trên cơ sở nhập toàn bộ xã Đông Kỳ, xã Tứ Xuyên và xã Tây Kỳ.
3. Sau khi điều chỉnh địa giới đơn vị hành chính và sắp xếp các đơn vị hành chính cấp xã, huyện Tứ Kỳ có 165,32 km² diện tích tự nhiên và quy mô dân số 152.541 người; có 23 đơn vị hành chính cấp xã, gồm 22 xã và 01 thị trấn.

- Thành phố Hải Dương

1. Thành lập xã An Thượng trên cơ sở nhập toàn bộ xã Thượng Đạt và xã An Châu.
2. Sau khi điều chỉnh địa giới đơn vị hành chính thành phố Hải Dương và thành lập 02 phường, thành phố Hải Dương có 111,64 km2 diện tích tự nhiên và quy mô dân số 508.190 người; có 25 đơn vị hành chính cấp xã, gồm 19 phường và 06 xã.
3. Tỉnh Hải Dương có 12 đơn vị hành chính cấp huyện, gồm 09 huyện, 01 thị xã và 02 thành phố; 235 đơn vị hành chính cấp xã, gồm 178 xã, 47 phường và 10 thị trấn.

#### Năm 2020: Nghị quyết số 59/NQ-CP
- Nghị quyết số 59/NQ-CP[33] ngày 28 tháng 4 năm 2020 của Chính phủ về việc xác định địa giới hành chính giữa tỉnh Hải Dương và thành phố Hải Phòng tại khu vực Nông trường Quý Cao do lịch sử để lại:
- Tỉnh Hải Dương, thành phố Hải Phòng

1. Đường địa giới hành chính giữa tỉnh Hải Dương và thành phố Hải Phòng tại khu vực Nông trường Quý Cao giáp ranh giữa xã Vĩnh Lập, huyện Thanh Hà; các xã An Thanh, Quang Trung, Nguyên Giáp, huyện Tứ Kỳ, tỉnh Hải Dương và các xã Đại Thắng, Tiên Cường, huyện Tiên Lãng, thành phố Hải Phòng nằm trên 01 mảnh bản đồ địa hình hệ tọa độ quốc gia VN-2000, tỷ lệ 1:10.000 có phiên hiệu là F-48-81-B-d-4 do Bộ Tài nguyên và Môi trường xuất bản năm 2011, là đường địa giới hành chính cấp tỉnh được tô bo màu hồng, khởi đầu từ giao điểm giữa sông Mía và sông Mè (điểm địa giới giữa tỉnh Hải Dương và thành phố Hải Phòng đã thống nhất), theo hướng Tây Nam đường địa giới đi giữa sông Mía đến ngã ba giữa sông Mía, sông Cầu Xe và sông Thái Bình, đi tiếp giữa sông Cầu Xe đến ngã ba giữa sông Cầu Xe và kênh Lều Vịt, chuyển hướng Nam - Đông Nam đi giữa kênh Lều Vịt đến gặp kênh đào, chuyển hướng Đông - Đông Nam đi giữa kênh đào cắt qua bờ đắp, rồi tiếp tục đi giữa kênh đào đến giữa sông Mè (điểm địa giới giữa tỉnh Hải Dương và thành phố Hải Phòng đã thống nhất).

#### Năm 2024: Nghị quyết số 1250/NQ-UBTVQH15
- Nghị quyết số 1250/NQ-UBTVQH15[34] ngày 24 tháng 10 năm 2024 của Ủy ban Thường vụ Quốc hội về việc sắp xếp đơn vị hành chính cấp xã của tỉnh Hải Dương giai đoạn 2023 - 2025:

- Thành phố Hải Dương

1. Nhập toàn bộ phường Phạm Ngũ Lão vào phường Lê Thanh Nghị.
2. Sau khi sắp xếp, thành phố Hải Dương có 24 đơn vị hành chính cấp xã, gồm 18 phường và 06 xã.

- Thị xã Kinh Môn

1. Nhập toàn bộ xã Hoành Sơn vào phường Duy Tân.
2. Sau khi sắp xếp, thị xã Kinh Môn có 22 đơn vị hành chính cấp xã, gồm 14 phường và 08 xã.

- Huyện Bình Giang

1. Thành lập xã Thái Minh trên cơ sở nhập toàn bộ xã Bình Minh và xã Thái Học.
2. Sau khi sắp xếp, huyện Bình Giang có 15 đơn vị hành chính cấp xã, gồm 14 xã và 01 thị trấn.

- Huyện Thanh Hà

1. Nhập toàn bộ xã Thanh Khê vào thị trấn Thanh Hà.
2. Thành lập xã Cẩm Việt trên cơ sở nhập toàn bộ xã Việt Hồng và xã Cẩm Chế.
3. Thành lập xã Thanh Tân trên cơ sở nhập toàn bộ xã Thanh Xá và xã Thanh Thủy.
4. Thành lập xã Vĩnh Cường trên cơ sở nhập toàn bộ xã Vĩnh Lập và xã Thanh Cường.
5. Sau khi sắp xếp, huyện Thanh Hà có 16 đơn vị hành chính cấp xã, gồm 15 xã và 01 thị trấn.

- Huyện Cẩm Giàng

1. Nhập toàn bộ xã Thạch Lỗi vào thị trấn Cẩm Giang.
2. Thành lập xã Phúc Điền trên cơ sở nhập toàn bộ xã Cẩm Điền và xã Cẩm Phúc.
3. Sau khi sắp xếp, huyện Cẩm Giàng có 15 đơn vị hành chính cấp xã, gồm 13 xã và 02 thị trấn.

- Huyện Kim Thành

1. Điều chỉnh một phần diện tích tự nhiên là 0,51 km2, quy mô dân số là 757 người của xã Kim Xuyên và toàn bộ xã Phúc Thành để nhập vào thị trấn Phú Thái.
2. Thành lập xã Lai Khê trên cơ sở nhập toàn bộ xã Cộng Hòa và xã Lai Vu.
3. Thành lập xã Vũ Dũng trên cơ sở nhập toàn bộ xã Cổ Dũng và xã Thượng Vũ.
4. Thành lập xã Hòa Bình trên cơ sở nhập toàn bộ xã Bình Dân và xã Liên Hòa.
5. Sau khi sắp xếp, huyện Kim Thành có 14 đơn vị hành chính cấp xã, gồm 13 xã và 01 thị trấn.

- Huyện Ninh Giang

1. Nhập toàn bộ xã Đồng Tâm vào thị trấn Ninh Giang.
2. Thành lập xã Kiến Phúc trên cơ sở nhập toàn bộ xã Hồng Phúc và xã Kiến Quốc.
3. Thành lập xã Đức Phúc trên cơ sở nhập toàn bộ xã Vạn Phúc và xã Hồng Đức.
4. Thành lập xã Bình Xuyên trên cơ sở nhập toàn bộ xã Đông Xuyên và xã Ninh Hải.
5. Sau khi sắp xếp, huyện Ninh Giang có 16 đơn vị hành chính cấp xã, gồm 15 xã và 01 thị trấn.

- Huyện Tứ Kỳ

1. Thành lập xã Kỳ Sơn trên cơ sở nhập toàn bộ xã Ngọc Kỳ và xã Tái Sơn.
2. Thành lập xã Dân An trên cơ sở nhập toàn bộ xã Quảng Nghiệp và xã Dân Chủ.
3. Thành lập xã Lạc Phượng trên cơ sở nhập toàn bộ xã Phượng Kỳ và xã Cộng Lạc.
4. Sau khi sắp xếp, huyện Tứ Kỳ có 20 đơn vị hành chính cấp xã, gồm 19 xã và 01 thị trấn.

- Huyện Nam Sách

1. Nhập toàn bộ xã Nam Hồng vào thị trấn Nam Sách.
2. Thành lập xã Trần Phú trên cơ sở nhập toàn bộ xã Nam Trung và xã Nam Chính.
3. Thành lập xã An Phú trên cơ sở nhập toàn bộ xã Phú Điền và xã An Lâm.
4. Nhập toàn bộ xã Thanh Quang vào xã Quốc Tuấn.
5. Sau khi sắp xếp, huyện Nam Sách có 15 đơn vị hành chính cấp xã, gồm 14 xã và 01 thị trấn.

- Huyện Gia Lộc

1. Thành lập xã Gia Tiến trên cơ sở nhập toàn bộ xã Tân Tiến và xã Gia Lương.
2. Thành lập xã Gia Phúc trên cơ sở nhập toàn bộ xã Gia Tân và xã Gia Khánh.
3. Thành lập xã Nhật Quang trên cơ sở nhập toàn bộ xã Nhật Tân và xã Đồng Quang.
4. Thành lập xã Quang Đức trên cơ sở nhập toàn bộ xã Quang Minh và xã Đức Xương.
5. Sau khi sắp xếp, huyện Gia Lộc có 14 đơn vị hành chính cấp xã, gồm 13 xã và 01 thị trấn.
6. Sau khi sắp xếp các đơn vị hành chính cấp xã, tỉnh Hải Dương có 12 đơn vị hành chính cấp huyện, gồm 09 huyện, 01 thị xã và 02 thành phố; 207 đơn vị hành chính cấp xã, gồm 151 xã, 46 phường và 10 thị trấn.

#### Năm 2025: Nghị quyết số 202/2025/QH15
- Nghị quyết số 202/2025/QH15[35] ngày 12 tháng 6 năm 2025 của Quốc hội về việc sắp xếp đơn vị hành chính cấp tỉnh:
- Thành phố Hải Phòng, tỉnh Hải Dương

1. Sắp xếp toàn bộ diện tích tự nhiên, quy mô dân số của thành phố Hải Phòng và tỉnh Hải Dương thành thành phố mới có tên gọi là thành phố Hải Phòng.

| Đơn vị hành chính của tỉnh Hải Dương (tính đến ngày 12 tháng 6 năm 2025) | Đơn vị hành chính của tỉnh Hải Dương (tính đến ngày 12 tháng 6 năm 2025) | Đơn vị hành chính của tỉnh Hải Dương (tính đến ngày 12 tháng 6 năm 2025) |
| Số thứ tự                                                                | Đơn vị hành chính cấp huyện                                              | Đơn vị hành chính cấp xã |
| ------------------------------------------------------------------------ | ------------------------------------------------------------------------ | --- |
| 1                                                                        | Thành phố Chí Linh                                                       | 14 phường: An Lạc, Bến Tắm, Chí Minh, Cổ Thành, Cộng Hòa, Đồng Lạc, Hoàng Tân, Hoàng Tiến, Phả Lại, Sao Đỏ, Tân Dân, Thái Học, Văn An, Văn Đức và 5 xã: Bắc An, Hoàng Hoa Thám, Hưng Đạo, Lê Lợi, Nhân Huệ                                                                                   |
| 2                                                                        | Thành phố Hải Dương                                                      | 18 phường: Ái Quốc, Bình Hàn, Cẩm Thượng, Hải Tân, Lê Thanh Nghị, Nam Đồng, Ngọc Châu, Nguyễn Trãi, Nhị Châu, Quang Trung, Tân Bình, Tân Hưng, Thanh Bình, Thạch Khôi, Trần Hưng Đạo, Trần Phú, Tứ Minh, Việt Hòa và 6 xã: An Thượng, Gia Xuyên, Liên Hồng, Ngọc Sơn, Quyết Thắng, Tiền Tiến |
| 3                                                                        | Thị xã Kinh Môn                                                          | 14 phường: An Lưu, An Phụ, An Sinh, Duy Tân, Hiến Thành, Hiệp An, Hiệp Sơn, Long Xuyên, Minh Tân, Phạm Thái, Phú Thứ, Tân Dân, Thái Thịnh, Thất Hùng và 8 xã: Bạch Đằng, Hiệp Hòa, Lạc Long, Lê Ninh, Minh Hòa, Quang Thành, Thăng Long, Thượng Quận                                         |
| 4                                                                        | Huyện Bình Giang                                                         | Thị trấn Kẻ Sặt và 14 xã: Bình Xuyên, Cổ Bì, Hồng Khê, Hùng Thắng, Long Xuyên, Nhân Quyền, Tân Hồng, Tân Việt, Thái Dương, Thái Hòa, Thái Minh, Thúc Kháng, Vĩnh Hồng, Vĩnh Hưng |
| 5                                                                        | Huyện Cẩm Giàng                                                          | 2 thị trấn: Cẩm Giang, Lai Cách và 13 xã: Cẩm Đoài, Cẩm Đông, Cẩm Hoàng, Cẩm Hưng, Cẩm Văn, Cẩm Vũ, Cao An, Định Sơn, Đức Chính, Lương Điền, Ngọc Liên, Phúc Điền, Tân Trường |
| 6                                                                        | Huyện Gia Lộc                                                            | Thị trấn Gia Lộc và 14 xã: Đoàn Thượng, Gia Phúc, Gia Tiến, Hoàng Diệu, Hồng Hưng, Lê Lợi, Nhật Quang, Phạm Trấn, Quang Đức, Thống Kênh, Thống Nhất, Toàn Thắng, Yết Kiêu, Gia Khánh |
| 7                                                                        | Huyện Kim Thành                                                          | Thị trấn Phú Thái và 13 xã: Đại Đức, Đồng Cẩm, Hòa Bình, Kim Anh, Kim Đính, Kim Liên, Kim Tân, Kim Xuyên, Lai Khê, Ngũ Phúc, Tam Kỳ, Tuấn Việt, Vũ Dũng |
| 8                                                                        | Huyện Nam Sách                                                           | Thị trấn Nam Sách và 14 xã: An Bình, An Phú, An Sơn, Cộng Hòa, Đồng Lạc, Hiệp Cát, Hồng Phong, Hợp Tiến, Minh Tân, Nam Hưng, Nam Tân, Quốc Tuấn, Thái Tân, Trần Phú |
| 9                                                                        | Huyện Ninh Giang                                                         | Thị trấn Ninh Giang và 15 xã: An Đức, Bình Xuyên, Đức Phúc, Hiệp Lực, Hồng Dụ, Hồng Phong, Hưng Long, Kiến Phúc, Nghĩa An, Tân Hương, Tân Phong, Tân Quang, Ứng Hòe, Văn Hội, Vĩnh Hòa |
| 10                                                                       | Huyện Thanh Hà                                                           | Thị trấn Thanh Hà và 15 xã: An Phượng, Cẩm Việt, Hồng Lạc, Liên Mạc, Tân An, Tân Việt, Thanh An, Thanh Hải, Thanh Hồng, Thanh Lang, Thanh Quang, Thanh Sơn, Thanh Tân, Thanh Xuân, Vĩnh Cường                                                                                                |
| 11                                                                       | Huyện Thanh Miện                                                         | Thị trấn Thanh Miện và 16 xã: Cao Thắng, Chi Lăng Bắc, Chi Lăng Nam, Đoàn Kết, Đoàn Tùng, Hồng Phong, Hồng Quang, Lam Sơn, Lê Hồng, Ngô Quyền, Ngũ Hùng, Phạm Kha, Tân Trào, Thanh Giang, Thanh Tùng, Tứ Cường                                                                               |
| 12                                                                       | Huyện Tứ Kỳ                                                              | Thị trấn Tứ Kỳ và 19 xã: An Thanh, Bình Lãng, Chí Minh, Dân An, Đại Hợp, Đại Sơn, Hà Kỳ, Hà Thanh, Hưng Đạo, Kỳ Sơn, Lạc Phượng, Minh Đức, Nguyên Giáp, Quang Khải, Quang Phục, Quang Trung, Tân Kỳ, Tiên Động, Văn Tố                                                                       |
| Tổng cộng                                                                | 12 đơn vị hành chính cấp huyện, gồm 09 huyện, 01 thị xã và 02 thành phố  | 207 đơn vị hành chính cấp xã, gồm 151 xã, 46 phường và 10 thị trấn |